# Karl Bornhäuser
Karl Bornhäuser, född 19 maj 1868 i Mannheim, Tyskland, död 27 mars, 1947 i Marburg, Tyskland, tysk evangelisk teolog, professor i praktisk teologi i Marburg. Bornhäuser utgjorde tillsammans med Erich Schaeder, Wilhelm Lütgert och Julius Kögel en gruppering som kallades biblicister (Biblizisten). 
På svenska finns 10 av hans böcker utgivna, samtliga översatta från tyskan av kyrkoherde Carl Sandegren.

## Böcker utvigna på svenska
- 1930 - Jesu bergspredikan
- 1932 - Johannesevangeliet
- 1934 - Viktiga bibelord i deras samtids ljus
- 1934 - Hebreerbrevets budskap
- 1935 - Dr Martin Luthers lilla katekes. Dess ursprungliga mening
- 1938 - Jesu födelse och barndom enligt Matteus och Lukas
- 1943 - Nytt ljus över dygn, dag och timme i Nya testamentet
- 1949 - Jesu stora seger
- 1952 - Åt en okänd Gud och andra studier i Apostlagärningarna
- 1956 - Jesus Messiasprofeten - Messiaskonungen